# Стадион Хисторик кру
Стадион Хисторик кру (енгл. Historic Crew Stadium) је вишенаменски стадион у граду Коламбус, Охајо, САД. Првенствено је служио као домаћи стадион за Колумбус Кру из Мајор лиге фудбала од 1999. до 2021. године, када је тим прешао на Ловер.ком Филд. Стадион Хисторик Кру је тренутни дом установе за обуку посаде, Охајо Хелт Перформанс Центер. Стадион Хисторик Кру је такође место разних додатних догађаја у аматерском и професионалном фудбалу, америчком фудбалу, лакросу и рагбију, и редовно је место за концерте на отвореном због сталне позорнице у северној зони.
Изграђен 1999. године, био је то први фудбалски стадион који је изградио фудбалски тим Мејџор лиге, чиме је започео важан тренд у изградњи МЛС стадиона. Стадион је добио име по мадридском Мапфре осигурању након што је компанија потписала петогодишњи спонзорски уговор објављен 3. марта 2015. У децембру 2020. уговор је истекао и екипа је преименовала стадион. Наведени капацитет за седење је 19.968. 2015. године, стадион Мапфре и директор терена, Вестон Апелфелер, ЦСФМ, добили су престижну награду за поље године од стране Удружења менаџера спортских терена (СТМА) за професионалну фудбалску дивизију.

## Историја
Екипа ФК Коламбус Кру је одиграла своје прве три сезоне на стадиону Охајо у кампусу Државног универзитета Охајо. Током утакмица, велики делови стадиона су били блокирани како би се смањио капацитет са приближно 90.000 на 25.243. Иако је екипа уживала у успеху на стадиону у Охају током свог мандата, велики капацитет седења и ограничења величине терена учинили су стадион неприкладним за фудбал. Поред тога, стадиону у Охају недостајало је стално осветљење терена. Ови проблеми, заједно са планираним реновирањем стадиона у Охају, које је почело 1999. године, били су фактори у развоју стадиона Хисторик Кру. Трошкови изградње од 28,5 милиона долара у потпуности су покривени приватним средствима власника Круа и нафтног милијардера Ламара Хунта и његове Хунт Спортс групе. Стадион се налази на територији Охаја Екпо Центра и Стејт Фергроундса, између 17. Авеније ест и Ест Худсон Стрита. На овој локацији се раније налазила Колумбус Ауто Партс, ОЕМ фабрика која снабдева аутомобилску индустрију, која је деценијама стајала празна између железничке пруге Конрејл и Интерстате 71 пре њеног рушења 90-их. 

## Међународне фудбалске утакмице

### Светско првенство у фудбалу за жене 2003.
Светско првенство у фудбалу за жене 2003. се играло у Сједињеним Државама. Стадион Хисторик Кру био је домаћин неколико утакмица по групама.
| Датум               | Репрезентација #1 | Рез.  | Репрезентација #2 | Коло    | Гледалаца |
| ------------------- | ----------------- | ----- | ----------------- | ------- | --------- |
| 20. септембар 2003. | Немачка           | 4 : 1 | Канада            | Група Ц | 16.409    |
| 20. септембар 2003. | Јапан             | 6 : 0 | Аргентина         | Група Ц | 16.409    |
| 24. септембар 2003. | Немачка           | 3 : 0 | Јапан             | Група Ц | 15.529    |
| 24. септембар 2003. | Канада            | 3 : 0 | Аргентина         | Група Ц | 15.529    |
| 28. септембар 2003. | Шведска           | 3 : 0 | Нигерија          | Група А | 22.828    |
| 28. септембар 2003. | Јужна Кореја      | 0 : 3 | Сједињене Државе  | Група А | 22.828    |

### Женска фудбалска репрезентација САД
| Датум               | Репрезентација                      | Такмичење         |
| ------------------- | ----------------------------------- | ----------------- |
| 3. октобар 1999.    | Сједињене Државе 5 : 0 Јужна Кореја | Пријатељска       |
| 28. септембар 2003. | Сједињене Државе 3 : 0 Јужна Кореја | Група А           |
| 17. мај 2011.       | Сједињене Државе 2 : 0 Јапан        | Пријатељска       |
| 30. октобар 2013.   | Сједињене Државе 1 : 1 Нови Зеланд  | Пријатељска       |
| 15. септембар 2016. | Сједињене Државе 9 : 0 Тајланд      | Пријатељска       |
| 1. март 2018.       | Сједињене Државе 1 : 0 Немачка      | Шибилив куп 2018. |
| 7. новембар 2019.   | Сједињене Државе 3 : 2 Шведска      | Пријатељска       |

### Фудбалска репрезентација САД
| Датум               | Репрезентација                   | Такмичење                                | Гледалаца |
| ------------------- | -------------------------------- | ---------------------------------------- | --------- |
| 11. октобар, 2000.  | Сједињене Државе 0 : 0 Костарика | Квалификације за Светско првенство 2002. | 24.430    |
| 28. фебруар 2001.   | Сједињене Државе 2 : 0 Мексико   | Квалификације за Светско првенство 2002. | 24.329    |
| 7. јун 2001         | Сједињене Државе 0 : 0 Еквадор   | Пријатељска                              | 12.572    |
| 6. јул 2003.        | Сједињене Државе 2 : 0 Парагвај  | Пријатељска                              | 14.103    |
| 13. јун 2004.       | Сједињене Државе 3 : 0 Гренада   | Квалификације за Светско првенство 2006. | 10.000    |
| 17. новембар 2004.  | Сједињене Државе 1 : 1 Јамајка   | Квалификације за Светско првенство 2006. | 9.088     |
| 3. септембар 2005.  | Сједињене Државе 2 : 0 Мексико   | Квалификације за Светско првенство 2006. | 24.685    |
| 11. фебруар 2009.   | Сједињене Државе 2 : 0 Мексико   | Квалификације за Светско првенство 2010. | 23.776    |
| 11. септембар 2012. | Сједињене Државе 1 : 0 Јамајка   | Квалификације за Светско првенство 2014. | 23.881    |
| 10. септембар 2013. | Сједињене Државе 2 : 0 Мексико   | Квалификације за Светско првенство 2014. | 24.584    |
| 29. март 2016.      | Сједињене Државе 4 : 0 Гватемала | Квалификације за Светско првенство 2018. | 20.624    |
| 11. новембар 2016.  | Сједињене Државе 1 : 2 Мексико   | Квалификације за Светско првенство 2018. | 24.650    |